# Holubov
Holubov település Csehországban, a Český Krumlov-i járásban. Holubov Srnín, Zlatá Koruna, Dolní Třebonín és Křemže településekkel határos. Lakosainak száma 1097 fő (2024. január 1.).

## Népesség
A település lakosságának változását az alábbi diagram mutatja:
| Lakosok száma | 769  | 974  | 1161 | 945  | 895  | 943  | 1096 | 1085 | 1089 | 1097 |
|               | 1869 | 1890 | 1921 | 1950 | 1980 | 2001 | 2017 | 2019 | 2022 | 2024 |